# アンドロメダ座デルタ星
アンドロメダ座δ星（アンドロメダざデルタせい、δ And / δ Andromedae）は、アンドロメダ座の恒星で3等星。

## 特徴
アンドロメダ座δ星は長周期の分光連星であり、軌道周期は約15000日である。連星の主星は橙色の巨星である。伴星は比較的暗いと推測されるが、干渉法では観測されていない。
アンドロメダ座δ星からは過剰の赤外線放射が観測されており、塵の殻で覆われている可能性が示唆されている。

## 名称
バイエル符号とは別に、イライジャー・バリットの恒星地図でも デルタ (Delta) という名前を与えられているが、ほとんど使われることはない。